# Baltrum I
Die Baltrum I ist das Hauptfährschiff zwischen der Nordseeinsel Baltrum und dem Hafen in Neßmersiel.

## Das Schiff
Die Baltrum I wurde auf der Schiffswerft Julius Diedrich in Oldersum gebaut und 1977 zunächst unter dem Namen Baltrum V als größtes Schiff der Reederei Baltrum-Linie und Nachfolgerin der 1915 gebauten alten Baltrum I in Dienst gestellt. 1978 erfolgte die Umbenennung in Baltrum I. Das Schiff transportiert überwiegend Personen und ihre Gepäckstücke, die in kleinen Containern verladen mit einem Kran auf das Vorschiff geladen werden. Die einzige Fracht, die regelmäßig transportiert wird, ist Post. Im Einzelfall ist der Transport von sonstiger Fracht im Rahmen der Kapazität möglich. Mit der Baltrum I werden saisonbedingt die auf der Insel benötigten Pferde zur und von der Insel transportiert. Die Fähre verkehrt in den Monaten März bis Oktober, in der übrigen Zeit wird sie bei der Herstellerwerft aufgelegt. Den Inselverkehr übernimmt dann die Baltrum III.